# Madingou
Madingou è una città e un comune della Repubblica del Congo, situata nella regione di Bouenza, della quale è il capoluogo. Aveva una popolazione di 43.787 abitanti nel 2023, data dell'ultimo censimento ufficiale del Paese.